# Marija Braut
Pour les articles homonymes, voir Braut.
Marija Braut née Kračun à Celje, le 7 août 1929, morte à Zagreb, 1er juillet 2015   est une photographe croate. Elle est l'une des héritières de l'École de photographie de Zagreb (hr).

## Biographie
Marija Braut s'installe à Zagreb en 1941. Elle étudie l'architecture. En 1967, elle se tourne vers la photographie dans l'atelier de Toša Dabac, d'abord en tant qu'étudiante, puis en tant qu'associée. Elle réalise sa première exposition personnelle en 1969 dans la galerie du Centre étudiant de Zagreb, et elle devient membre de l'ULUPUH (hr), association croate des artistes des arts appliqués.
Elle travaille aux Galeries de la ville de Zagreb,  aujourd'hui Musée d'art contemporain. Elle photographie œuvres et artistes pour les catalogues d'exposition. À partir de 1972, elle  travaille comme artiste indépendante. Elle expose ses photographies artistiques dans plus d'une centaine d'expositions personnelles et collectives. Plusieurs de ses photographies sont publiées dans des journaux et des magazines spécialisés. En tant que photographe, elle collabore avec de nombreux théâtres et festivals croates, tels que le Théâtre national croate de Zagreb, le Théâtre de la jeunesse de Zagreb, le Théâtre dramatique de la ville de Gavella, le Théâtre satirique de Kerempuh et le Festival d'été de Dubrovnik.
En 2009, Marko Stanic réalise le documentaire Marija hoda tiho (Marija marche en silence) sur la vie et l'œuvre artistique de Marija Braut.
En 2014, l'exposition Le Zagreb inconnu de Marija Braut montre des photographies jusqu'alors inconnues.
Ses photographies et ses négatifs sont conservés dans les collections de nombreux musées de Zagreb, des Archives d'État croates, de l'Académie croate des sciences et des arts, du ministère de la Défense de la République de Croatie.
Marija Braut a reçu de nombreux prix et distinctions, notamment le Prix de la Ville de Zagreb (1972) et le Prix pour l'ensemble de sa carrière de l'Association croate des artistes des arts appliqués (2008).

## Liste des monographies
- Bonjour petit, Šibenik 1980.
- Maximir, Zagreb 1982.
- Dagomys INGRA, Zagreb 1983.
- Zagreb – ma ville, Globus/Mladinska knjiga, Zagreb 1987.
- Dubrovnik – un visage de la guerre, 1994.
- Maksimir 200, Ville de Zagreb, Zagreb 1994.
- Dubrovnik répété, LMN doo 2001.
- Marija Braut – Rétrospective, Marina Viculin, Galerie Klovićevi dvori 2001.
- Marija Braut – photographies 1967. – 2005. , Ive Simat Banov, 2006.
- Marija Braut – Mon Zagreb en couleur, Iva Prosoli, Musée de la ville de Zagreb 2009.
- Novi Zagreb hier / Marija Braut et Mario Rozić, Anita Zlomislić, Centre culturel de Novi Zagreb 2012.